# القشيب (رصد)

تعديل مصدري - تعديل

القشيب هي إحدى قرى عزلة القارة بمديرية رصد التابعة لمحافظة أبين، بلغ تعداد سكانها 88 نسمة حسب تعداد اليمن لعام 2004.